# Georges Rol
Georges Rol (* 22. Mai 1926 in Thiviers, Frankreich; † 13. April 2017 in Angoulême, Frankreich) war ein französischer Geistlicher und römisch-katholischer Bischof von Angoulême.

## Leben
Georges Rol studierte Theologie und Philosophie am Katholischen Institut von Toulouse und empfing am 28. Februar 1953 die Priesterweihe.
Papst Paul VI. ernannte ihn am 27. Februar 1973 zum Titularbischof von Gabii und zum Koadjutorbischof von Angoulême. Der Bischof von Tulle, Jean-Baptiste Brunon PSS, spendete ihm am 1. Mai desselben Jahres die Bischofsweihe; Mitkonsekratoren waren René-Noël-Joseph Kérautret, Bischof von Angoulême, und Anthyme Bayala, Bischof von Koudougou. Mit dem Rücktritt René-Noël-Joseph Kérautrets am 1. Juli 1975 folgte er diesem als Bischof von Angoulême nach.
Im Dezember 1987 klagten er und Pierre Plateau, Erzbischof von Bourges, gegen die französische Regierung, die seinerzeit die Verlegung des Schulunterrichts von Samstag auf Mittwoch plante. Rol und Plateau befürchteten Einschnitte beim Katechismus.
Nach der Genehmigung seines Rücktrittsgesuchs durch Papst Johannes Paul II. am 22. Dezember 1993 war er bis 1998 Professor am Großen Seminar in Ouidah in Benin.